# SC-FDMA
SC-FDMA(Single-carrier FDMA)는 주파수 분할 다중 접속 방식이다. 원래 명칭은 반송파 간섭계(Carrier Interferometry)였으나 LP-OFDMA(linearly precoded OFDMA)로도 부른다. 다른 다중 접속 방식(TDMA, FDMA, CDMA, OFDMA)과 마찬가지로 공유 통신 자원에 대한 다중 사용자 할당을 처리한다. SC-FDMA는 기존 OFDMA 처리 이전에 추가적인 DFT 처리 단계가 있다는 점에서 LP-OFDMA 방식으로 해석될 수 있다.
SC-FDMA는 OFDMA에 대한 매력적인 대안으로 큰 주목을 받았으며, 특히 낮은 피크 대 평균 전력비(PAPR)가 전송 전력 효율성과 전력 증폭기 비용 절감 측면에서 모바일 단말에 큰 이점을 주는 업링크 통신에서 큰 주목을 받았다. 이는 3GPP LTE(Long Term Evolution) 또는 E-UTRA(Evolved UTRA)에서 상향링크 다중 접속 방식으로 채택되었다.
OFDMA와 관련된 SC-FDMA의 성능은 다양한 연구의 주제였다. 성능 차이는 작지만 SC-FDMA의 낮은 PAPR 이점은 송신기 전력 효율성이 가장 중요한 이동 통신 시스템의 업링크 무선 전송에 바람직하다.

## 같이 보기
- LTE (전기통신)
- 시분할다중접속